# Ercé
Ercé è un comune francese di 563 abitanti situato nel dipartimento dell'Ariège nella regione dell'Occitania.
Il territorio comunale è bagnato da fiume Garbet.

## Monumenti
- Chiesa della  Natività, chiesa parrocchiale
- Chiesa del Cominac, chiesa fuori dal paese

## Società

### Evoluzione demografica
Abitanti censiti